# Sonate K. 63
Pour les articles homonymes, voir K63.
La sonate K. 63 (F.21/L.84) en sol majeur est une œuvre pour clavier du compositeur italien Domenico Scarlatti.

## Présentation
La sonate K. 63 en sol majeur est notée Capriccio et Allegro. Tout comme les sonates K. 31 à 42, la Gavotte en ré mineur K. 64 et la 85, dans la numérotation de Kirkpatrick, il s'agit d'une pièce de jeunesse de sa période italienne et proche du style de Haendel, avec une aspérité en plus. Ce Capriccio figure en tant que troisième mouvement dans la quatrième sonate des Solos for a German Flute or Violin with thorough Bass for the Harpsichord or Violoncello de Johann Adolph Hasse publié à Londres vers 1740.

## Manuscrits

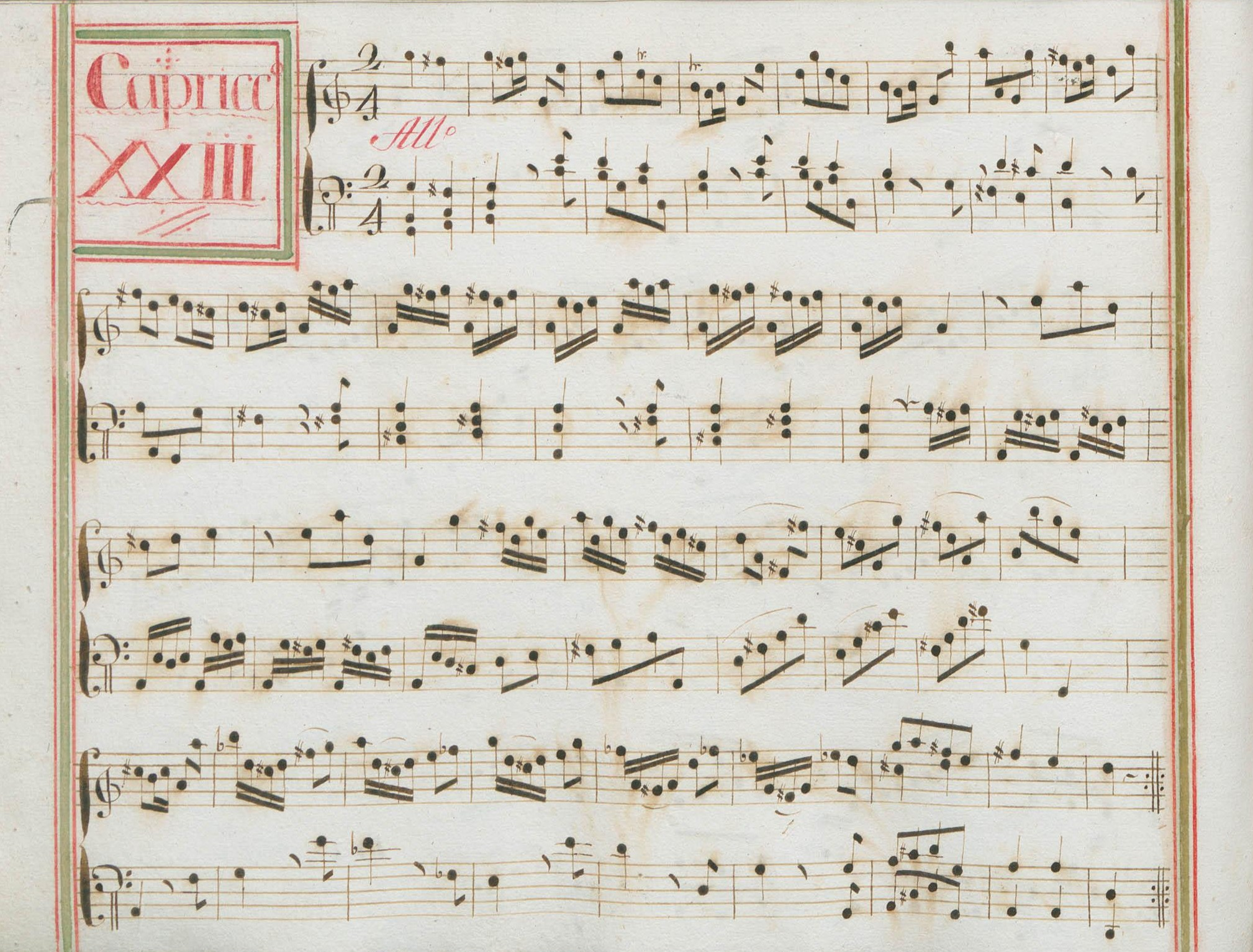
Début de la sonate, extraite du volume XIV du manuscrit de Venise.

Le manuscrit principal est le numéro 23 du volume XIV (Ms. 9770) de Venise (1742), copié pour Maria Barbara. Une copie datant de la première moitié du XVIIIe siècle, est conservée à Turin au sein du fonds Foà-Giordano de la Bibliothèque universitaire (I-Tn), ms. 394 (no 3), qui mélange des œuvres d'Alessandro, de Haendel et de Scarlatti.

## Interprètes
La sonate K. 63 est défendue au piano notamment par Ievgueni Zarafiants (1999, Naxos, vol. 6), Angela Hewitt (2017, Hyperion) et Federico Colli (2019, Chandos, vol. 2) ; au clavecin par Zuzana Růžičková (1976, Supraphon), Scott Ross (1985, Erato), Ottavio Dantone (1997, Stradivarius), Luca Guglielmi (Stradivarius), Laura Alvini (Frame), Richard Lester (2005, Nimbus, vol. 6), Francesco Cera (Tactus, vol. 2) et Pieter-Jan Belder (Brilliant Classics). Mie Miki la joue à l'accordéon (1997, Challenge Classics/Brilliant Classics).

### Sources
: document utilisé comme source pour la rédaction de cet article.
- Ralph Kirkpatrick (trad. de l'anglais par Dennis Collins), Domenico Scarlatti, Paris, Lattès, coll. « Musique et Musiciens », 1982 (1re éd. 1953 (en)), 493 p. (ISBN 978-2-7096-0118-4, OCLC 954954205, BNF 34689181).
- Alain de Chambure, « Domenico Scarlatti : Intégrale des sonates — Scott Ross », Erato (2564-62092-2), 1985 (OCLC 891183737) .
- (it) Giorgio Pestelli, « Una nuova fonte manoscritta per Alessandro e Domenico Scarlatti », Rivista Italiana di Musicologia, Libreria Musicale Italiana, vol. 25, no 1,‎ 1990, p. 100-118 (ISSN 0035-6867, OCLC 5884810558, lire en ligne) — À propos du manuscrit de Turin, fonds Foà-Giordano.
- (en) W. Dean Sutcliffe, The Keyboard Sonatas of Domenico Scarlatti and Eighteenth-Century Musical Style, Cambridge / New York, Cambridge University Press, 2008, xi-400 (ISBN 978-0-521-07122-2, OCLC 1005658462, BNF 42017486, présentation en ligne).
- (es) Celestino Yáñez Navarro (thèse), Nuevas aportaciones para el estudio de las sonatas de Domenico Scarlatti. Los manuscritos del Archivo de Música de las Catedrales de Zaragoza, Université autonome de Barcelone, 2016 (lire en ligne)